# Ivry/Paris XIII
L’incinérateur d'Ivry ou Ivry/Paris XIII est un centre de traitement de déchets spécialisé dans l'incinération, géré par le Syctom, l'agence francilienne des déchets ménagers, et exploité par la société Suez. Il est situé en partie sur le territoire du 13e arrondissement de Paris et sur la commune d'Ivry-sur-Seine, bordé par le faisceau ferroviaire de la gare de Paris-Austerlitz, la rue François-Mitterrand, et la rue Victor-Hugo d'Ivry. Une entrée administrative se trouve rue Bruneseau de Paris.
Construit en 1969, puis modernisé en 1995 et 2005, il est aujourd'hui le plus grand incinérateur d'Europe. Depuis fin 2018, l'ensemble du site connaît des travaux de rénovation prévus jusqu'en 2025.

## Description

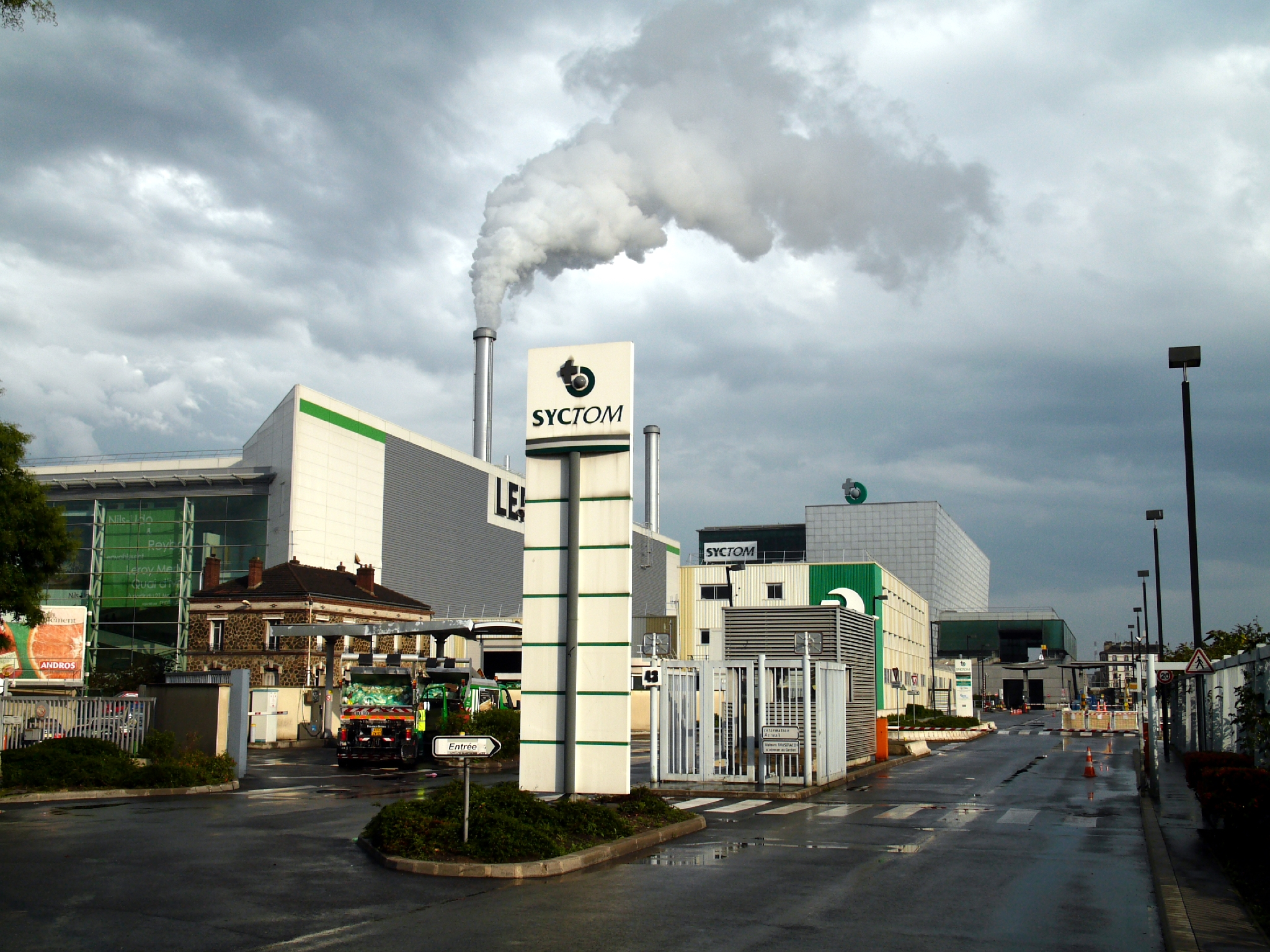
L'entrée du centre Ivry/Paris XIII.

Avec une capacité de traitement autorisée à 730 000 tonnes par an, Ivry/Paris XIII est le plus important centre de traitement multifilière de la région parisienne, et le plus grand incinérateur de déchets d’Europe. Il réceptionne les ordures ménagères résiduelles de quatorze communes.
La chaleur produite par la combustion des déchets est utilisée pour produire de la vapeur qui est soit injectée dans les réseaux de la CPCU, soit utilisée pour produire de l’électricité, utilisée localement sur le site et dont le surplus est revendu à EDF.

## Historique

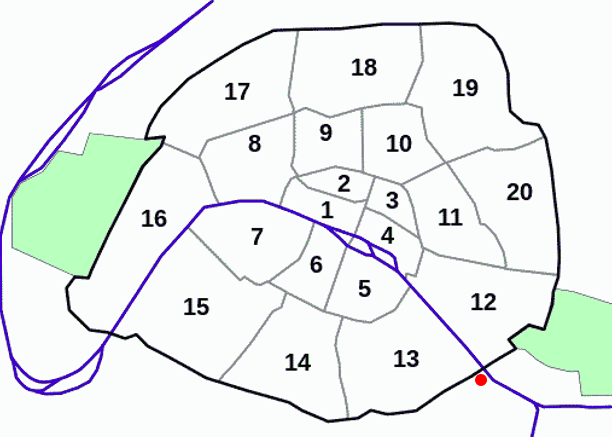
Carte de localisation du centre d'incinération d'Ivry/Paris XIII

Ivry/Paris XIII a été construit en 1969. Sa construction répond aux nouveaux enjeux de traitements des déchets qui traversent la France à cette période.
À partir de 1945, le développement des modes de vie consuméristes et l'adoption de produits à usage unique entraînent une multiplication de la production de déchets en France. De 665 000 tonnes en 1947, le pays passe à plus d'un million de tonnes produites par an au milieu des années 1960. Ce n'est pas seulement la quantité produite qui augmente, mais aussi le volume, la composition, le poids qui connaissent de plus grandes variations. À cette période, la France repense sa politique de traitement des déchets, et opte pour la méthode de l'incinération qui permet de valoriser l'élimination de déchets en s'en servant de combustible pour créer de l'énergie électrique.
C'est dans ce contexte que le centre d'Ivry/Paris XIII est construit en 1969. Il est conçu pour traiter les déchets provenant de Paris, qui comptait alors près de 2,6 millions d'habitants, et des communes alentour. On choisit pour sa localisation un lieu enclavé, dans le but d'éviter au maximum les nuisances pour les riverains : il est placé à la frontière entre Paris et Ivry-sur-Seine, bordé au nord par le périphérique parisien, à l'ouest par les chemins de fer de la gare de Paris-Austerlitz, et non loin à l'est par la Seine.
Le centre est modernisé en 1995, 2005 et en 2009. Ces différentes étapes de modernisation s'inscrivent dans une démarche d'amélioration continue et d'innovation technologique afin de traiter davantage de déchets (en tonnage) et de mieux les valoriser.
Il regroupe depuis 1997 un centre de tri de collecte sélective, une unité d’incinération avec valorisation énergétique ainsi qu’une déchèterie.
Actuellement en travaux, il doit être remplacé par un nouvel incinérateur à capacité réduite de moitié : 350 000 tonnes par an contre 700 000 tonnes par an actuellement. Cette nouvelle unité, dont la mise en service est prévue pour 2025, date de fin d'exploitation prévue pour l'équipement actuel, est construite sur un terrain juxtaposant l'actuel incinérateur, qui reste en fonctionnement jusqu'à réception du nouveau.

## Fonctionnement

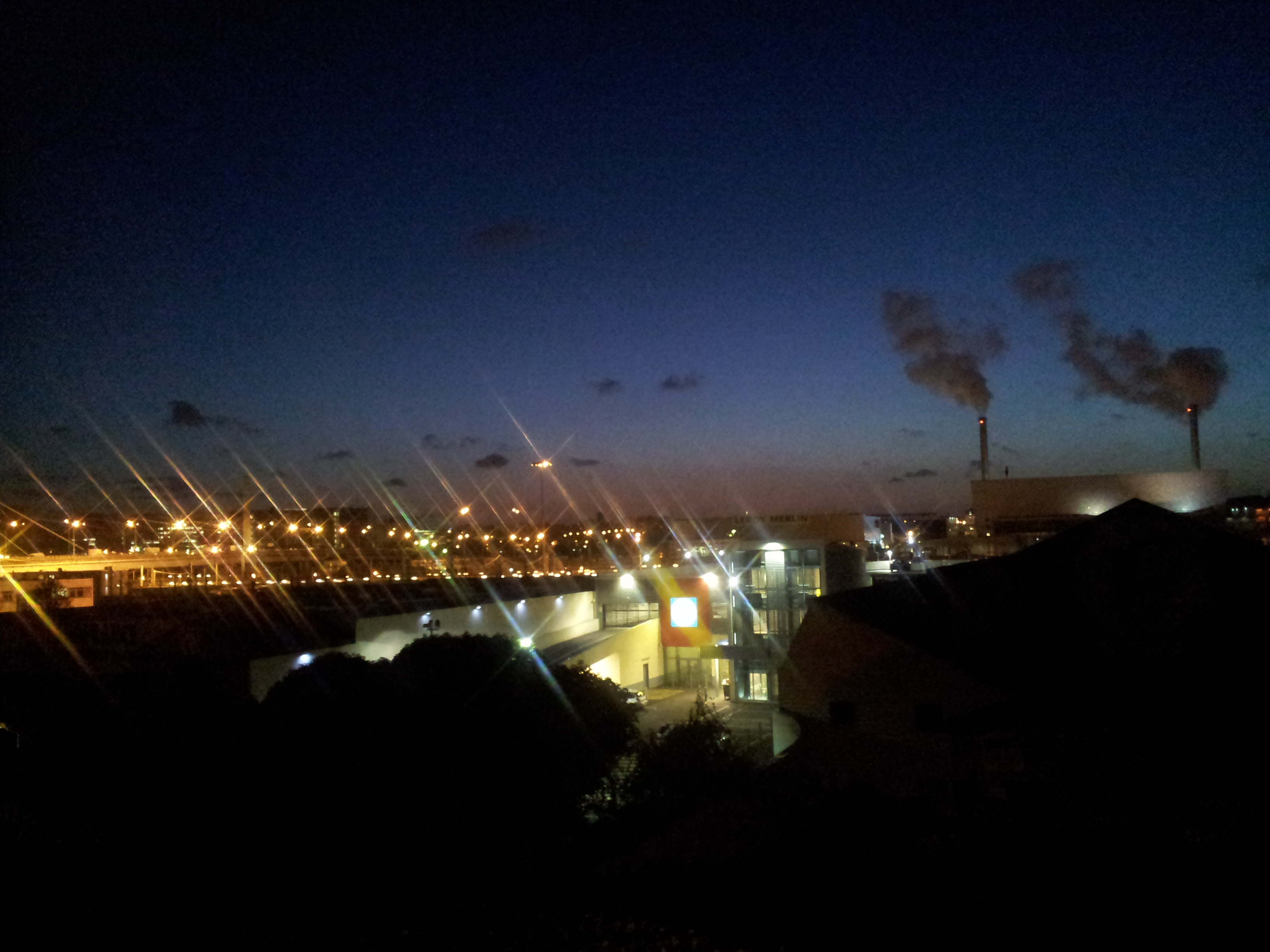
Vue en surplomb du centre la nuit

L'incinérateur d'Ivry assure la combustion de 100 tonnes de déchets par heure grâce à l'installation de technologies innovantes dans le secteur du traitement de déchets. Paris XIII est ainsi doté d'une fosse de réception de 9 000 m3, équipée de deux ponts roulants avec grappins, de deux groupes de fours-chaudières d’une capacité unitaire de 50 tonne par heure, dans lesquels les déchets sont incinérés à une température de 900 °C et d'un un turbo-alternateur qui permet de générer de l’électricité.
Le fonctionnement de l'incinérateur d'Ivry s'apparente à celui d'une usine d’incinération des ordures ménagères (UIOM) avec valorisation de la chaleur. En effet, la chaleur générée par la combustion des déchets permet de produire de la vapeur, pour alimenter les réseaux de chaleur de la CPCU, et de l’électricité, utilisée pour le fonctionnement du centre et dont le surplus est vendu à EDF. Les différentes étapes se décomposent ainsi, : 
1. Arrivé à l'usine d'incinération des déchets, le camion-poubelle déverse son contenu dans la fosse. Les déchets peuvent aussi être transportés par le train.
2. Le grappin saisit les déchets au fond de la fosse et les jette dans le four.
3. Les déchets brûlent dans le four, en dégageant une fumée très chargée en cendres volantes et en polluants. Un ventilateur injecte de l'air pour attiser le feu. La température se situe entre 800 et 1 000 °C.
4. La fumée passe d'abord dans la chaudière : les cendres volantes les plus lourdes retombent et sont récupérées. Ensuite, un électrofiltre (une sorte d'aimant) attire et retient les poussières les plus fines.
5. De l'eau acide est pulvérisée sur les fumées pour retenir notamment le mercure et l'acide chlorhydrique. Ensuite de l'eau neutre est pulvérisée pour retenir les oxydes de soufre. Finalement, les fumées passent dans un catalyseur qui neutralise les oxydes d'azote.
6. Les eaux de lavage des fumées sont traitées dans la stations d'épuration de l'usine. Les polluants se retrouvent dans les boues d'épuration qui iront en décharge. L'eau dépolluée est rendue à la nature.
7. Les poussières et les cendres d'épuration des fumées sont chargées de polluants. Il y a deux voies possibles pour les éliminer : elles sont mélangées à du ciment, puis stockées dans une décharge contrôlée pour résidus stabilisés ou elles sont exportées dans une usine capable de récupérer les métaux, tels que le zinc, le plomb et le cuivre.
8. L'incinération produit des mâchefers qui représentent 10% du volume incinéré. Ils sont déposés dans une décharge contrôlée bioactive. Il est possible d'en extraire certains métaux pour les recycler.
9. La fumée, qui est brûlante, chauffe un circuit d'eau, dont la vapeur fait tourner une turbine productrice d'électricité. La chaleur est transmise à un réseau de chauffage à distance (CAD) qui alimente les immeubles dans la région.

L'incinérateur d'Ivry situé en bordure du périphérique parisien traite les déchets ménagers des communes de :
- Cachan
- Charenton-le-Pont
- Gentilly
- Ivry-sur-Seine
- Joinville-le-Pont
- Le Kremlin-Bicêtre
- Maisons-Alfort
- Montrouge
- Saint-Mandé
- Saint-Maurice
- Valenton
- Villejuif
- Vincennes
- Vitry-sur-Seine
- Paris (Ier, IIe, IIIe, IVe, Ve, VIe, XIe, XIIe et XIIIe ainsi qu’une partie du XIVe, XVIe et du Xe)

## Problématiques sociales, économiques et environnementales
Le traitement des déchets par incinération mis en place dans le centre d’Ivry XIII est une méthode répandue en France (avec presque 37% du traitement des déchets en 2015) puisqu’elle permet une suppression des déchets suivie d’une production énergétique de chaleur et d’électricité. Il n’est alors plus nécessaire de trouver un moyen de stockage des déchets, ce qui représente un gain de temps et d’espace.
Mais l’incinération est à l’origine d’une importante pollution de l’air. En fonction de la nature et du type des déchets brûlés, les fumées rejetées dans l’atmosphère par la combustion peuvent être toxiques et très acides. Pour réduire la toxicité des gaz, l’incinérateur est équipé de filtres permettant de dépoussiérer les fumées et les traite pour diminuer leur acidité (à l’acide chlorhydrique par exemple). Il est très difficile de modérer l’impact de l’incinération des déchets, et dans de nombreux cas, les moyens mis en place pour réduire et traiter les émissions de fumées ne permettent pas de limiter complètement ses effets néfastes sur l’environnement et les populations locales. Dans le cas de l’incinérateur d’Ivry, la pollution émise est un réel problème pour les habitants vivant dans sa périphérie. Les effets sont observables à différents niveaux, que ce soit la diminution de la qualité de l’air (particules, odeurs…) ou encore des dépôts de poussière dans un large périmètre autour du centre d’incinération. 
Le centre d’Ivry XIII a été construit en périphérie de Paris pour éviter de polluer massivement l’intérieur de la capitale, tout en étant suffisamment proche pour transférer rapidement les déchets et permettre un apport efficace de la chaleur et de l'électricité produite par le centre. Le centre d’incinération est donc une solution intéressante pour éliminer les déchets et une source énergétique pour un grand nombre d’habitants, mais est également à l’origine de nombreux problèmes pour l’environnement et pour les personnes vivant à proximité du site. Il est donc au centre de nombreuses polémiques, plaintes, besoins économiques et enjeux techniques pour trouver un équilibre entre une gestion des déchets efficace, une production énergétique stable et le respect de la qualité de vie des habitants locaux.

### Pollution aux dioxines
En février 2022, un rapport révèle la présence de dioxines à des teneurs élevées autour de l'incinérateur, souvent au-dessus des normes sanitaires et parmi les plus hautes valeurs retrouvées en Europe,.

## Chiffres-clés
La valorisation énergétique des matières incinérées a permis de vendre en 2018 : 1 010 489 MWh de vapeur et 56 335 MWh d'électricité.
Grâce à l'usage de modes de transport alternatifs dans la gestion des flux de déchets, le déplacement de 1 635 camions a été évité.
L'incinérateur d'Ivry atteint 686 788 t de déchets incinérés en 2018.
En 2018, le centre d'incinération d'Ivry correspond à 1 500 000 habitants desservis. Il permet à 100 000 logements d'être chauffés.
Tonnage de mâchefers valorisés (114 886 t dont 47 020 t évacuées par péniches en 2016), de ferreux (15 136 t) et de non ferreux (1 151 t).